# Lewałd Wielki
Lewałd Wielki (deutsch Groß Lehwalde) ist ein Dorf in der polnischen Woiwodschaft Ermland-Masuren. Es gehört zur Gmina Dąbrówno (Landgemeinde Gilgenburg) im Powiat Ostródzki (Kreis Osterode in Ostpreußen).

## Geographische Lage
Lewałd Wielki liegt im Südwesten der Woiwodschaft Ermland-Masuren, 29 Kilometer südlich der Kreisstadt Ostróda (deutsch Osterode in Ostpreußen).

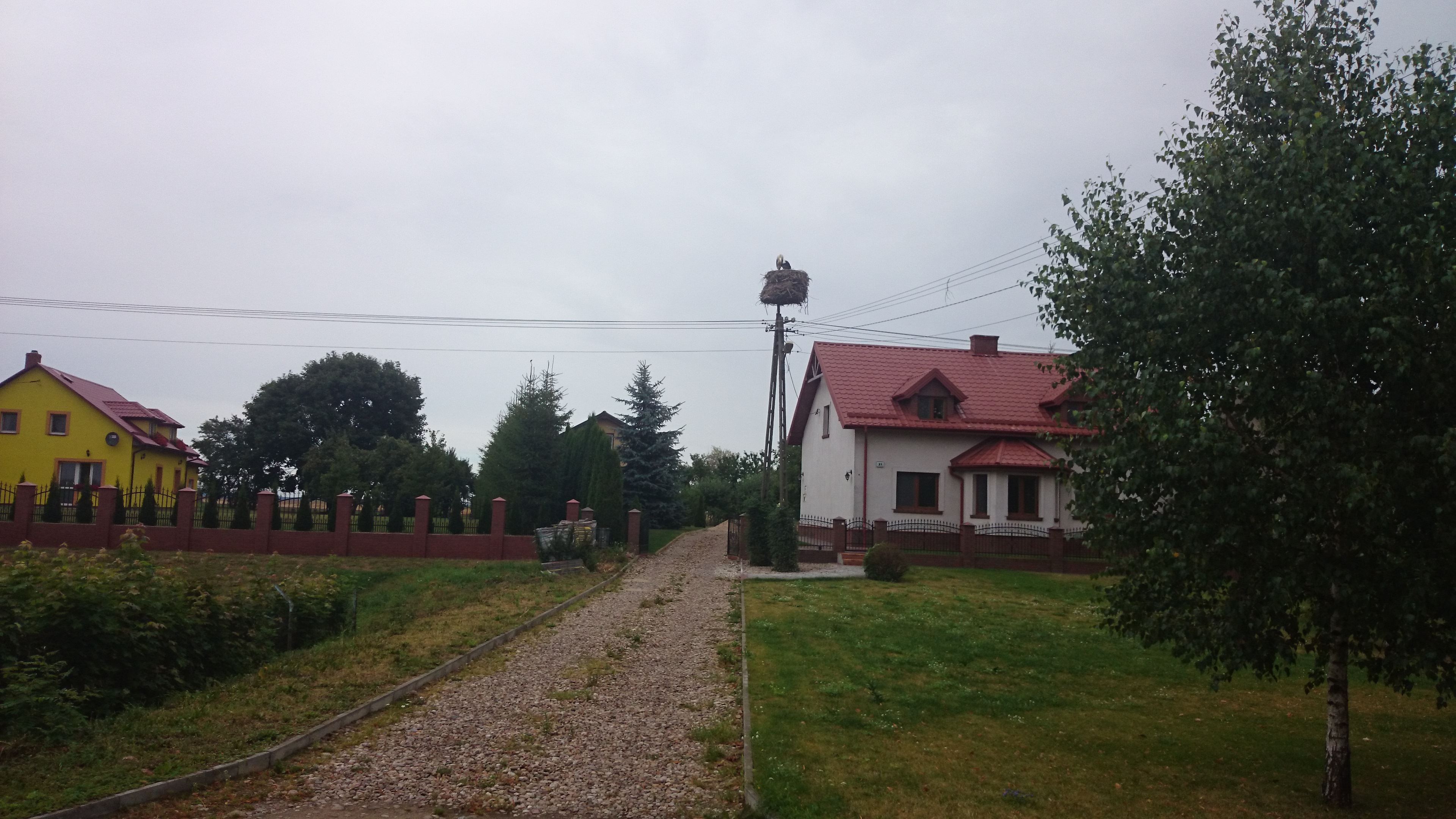
Storchennest in Lewałd Wielki

## Geschichte
Erstmals erwähnt wurde das Dorf Lewald (bis vor 1820 ohne Zusatzbezeichnung) im Jahre 1410. 1874 wurde der Gutsbezirk Groß Lehwalde in den neu errichteten Amtsbezirk Elgenau (polnisch Elgnowo) im Kreis Osterode in Ostpreußen aufgenommen. Am 9. Februar 1876 wandelte man den Gutsbezirk Groß Lehwalde in eine Landgemeinde gleichen Namens um.
Im Jahre 1910 zählte Groß Lehwalde 671 Einwohner. Ihre Zahl belief sich 1933 auf 590 und 1939 auf 585.
1945 wurde Groß Lehwalde in Kriegsfolge mit dem gesamten südlichen Ostpreußen an Polen überstellt. Das Dorf erhielt die polnische Namensform „Lewałd Wielki“ und ist heute eine Ortschaft im Verbund der Gmina Dąbrówno (Landgemeinde Gilgenburg) im Powiat Ostródzki (Kreis Osterode in Ostpreußen), bis 1998 der Woiwodschaft Olsztyn, seither der Woiwodschaft Ermland-Masuren zugehörig. Im Jahre 2011 zählte Lewałd Wielki 205 Einwohner.

## Kirche
Bis 1945 war Groß Lehwalde in die evangelische Kirche Gilgenburg in der Kirchenprovinz Ostpreußen der Kirche der Altpreußischen Union, außerdem in die römisch-katholische Kirche eben dieser Stadt im Bistum Ermland eingepfarrt.
Heute gehört Lewałd Wielki katholischerseits weiterhin zu Dąbrówno, jetzt dem Erzbistum Ermland zugehörig. Evangelischerseits orientieren sich die Einwohner nach Gardyny ((Groß) Gardienen) mit der Filialkirche der Heilig-Kreuz-Kirche Nidzica (Neidenburg) in der Diözese Masuren der Evangelisch-Augsburgischen Kirche in Polen.

## Verkehr
Lewałd Wielki liegt an der Nebenstraße 1256N, die von Dębień (Eichwalde) in der Gmina Rybno bis zur Nebenstraße 1255N wenige Kilometer vor Dąbrówno führt. Eine Anbindung an den Bahnverkehr besteht nicht.